# Synhoria
Synhoria là một chi bọ cánh cứng trong họ Meloidae.
Chi này được miêu tả khoa học năm 1897 bởi Kolbe.

## Các loài
Các loài trong chi này gồm:
- Synhoria anguliceps Fairmaire, 1885
- Synhoria betsimisaraka Paulian, 1956
- Synhoria cephalotes (Olivier, 1793)
- Synhoria crouzeti Fairmaire, 1894
- Synhoria fischeri Kolbe, 1897
- Synhoria hottentota Péringuey, 1888
- Synhoria macrognatha Fairmaire, 1887
- Synhoria maxillosa (Fabricius, 1801)
- Synhoria rhodesiana Péringuey, 1909
- Synhoria senegalensis Laporte, 1840
- Synhoria testacea Fabricius, 1781